# Nesticus paynei
Nesticus paynei är en spindelart som beskrevs av Willis J. Gertsch 1984. Nesticus paynei ingår i släktet Nesticus och familjen grottspindlar. Inga underarter finns listade i Catalogue of Life.